# Wer stirbt schon gerne unter Palmen? (Roman)

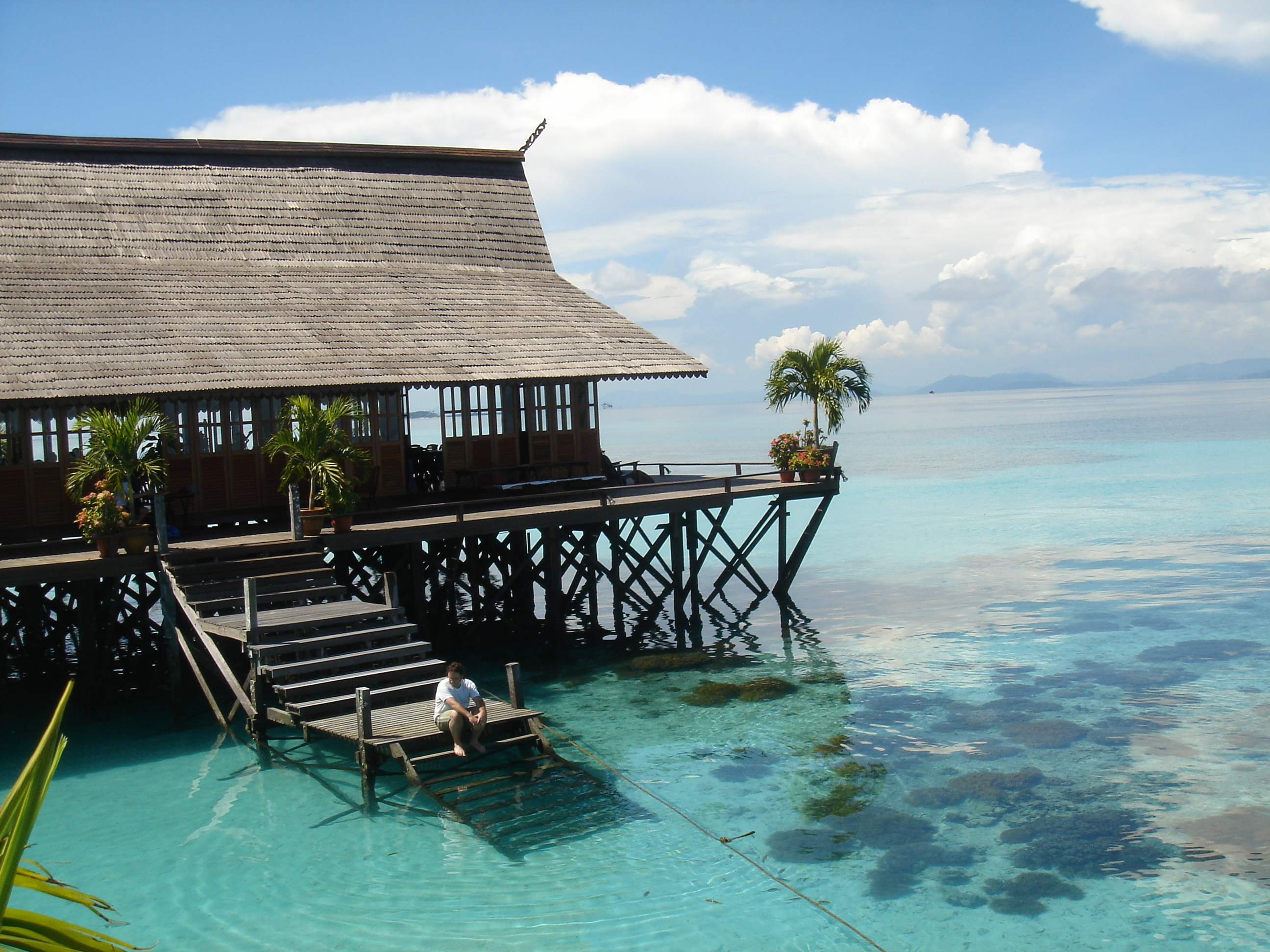
Idealisierte Südseestimmung

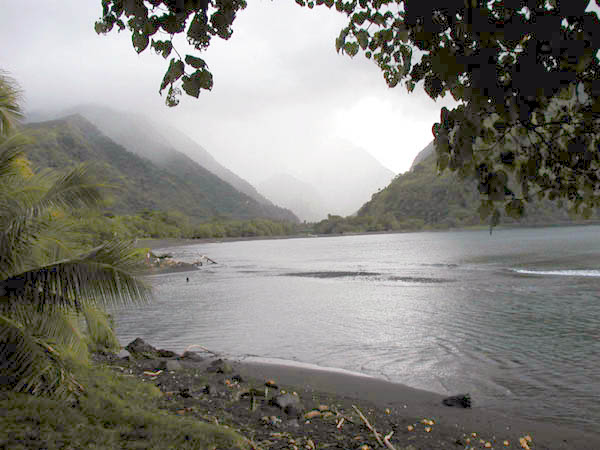
Küstenabschnitt in Polynesien

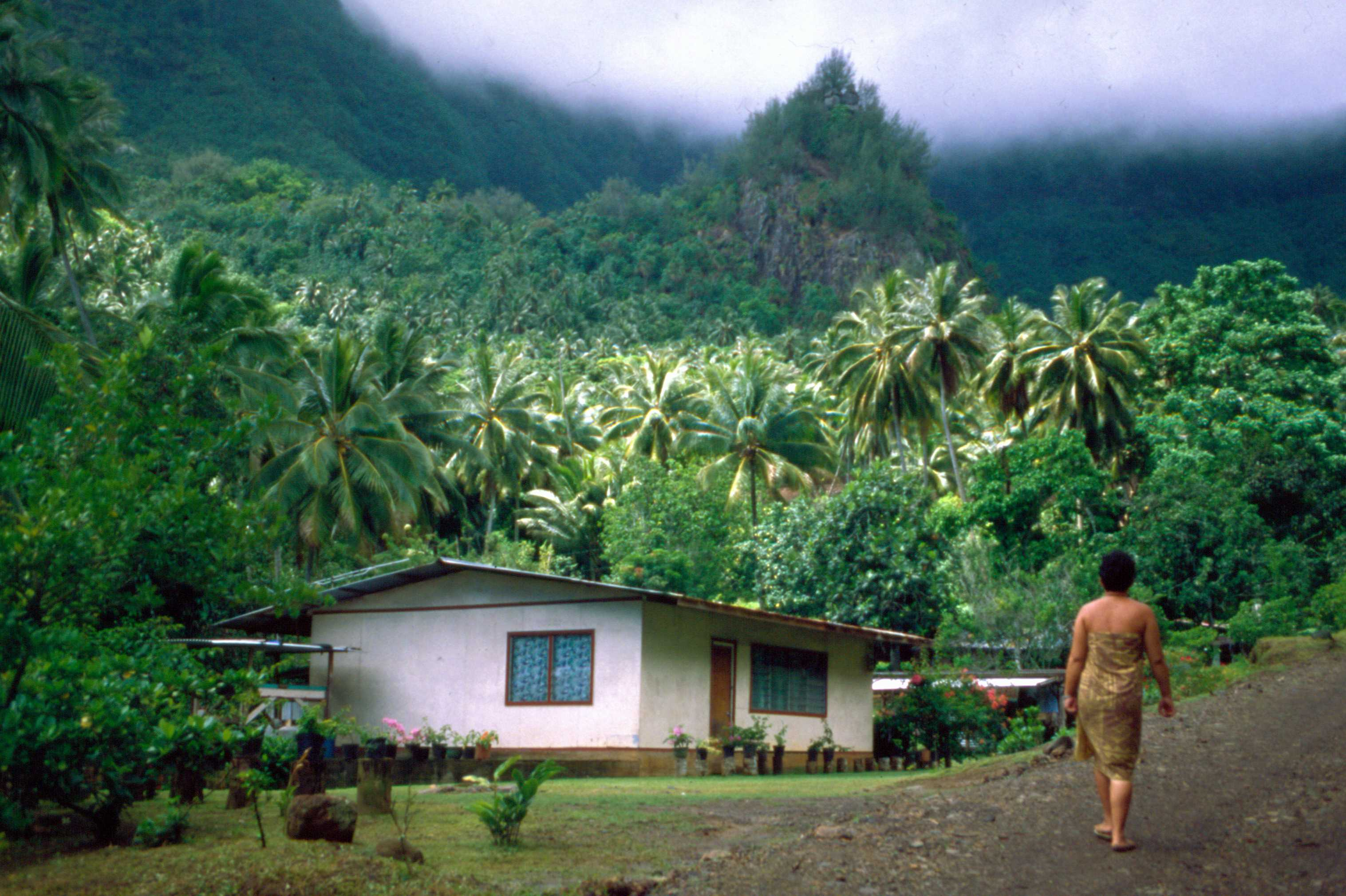
Szenerie auf den Marquesas-Inseln

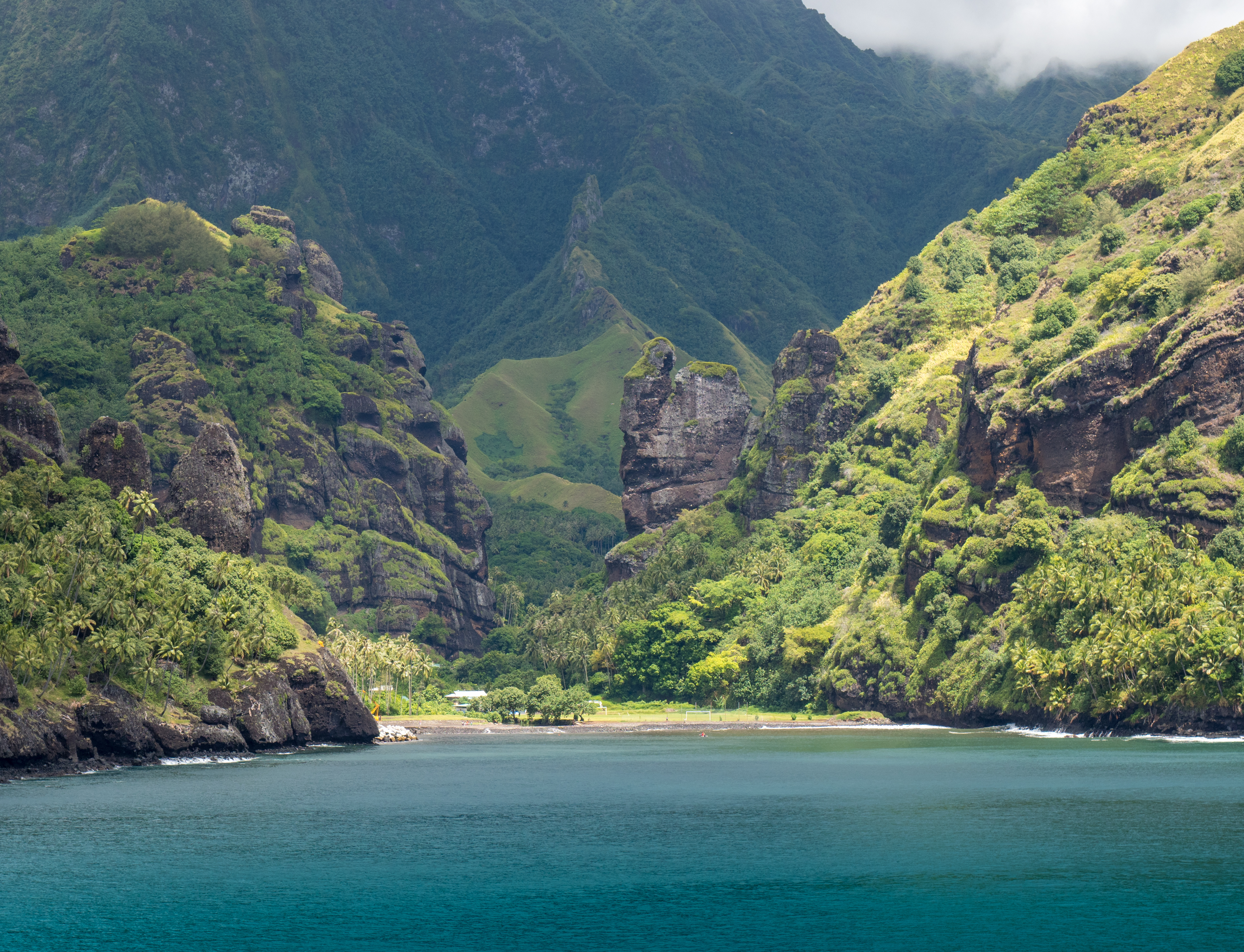
Bucht auf den Marquesas-Inseln

Wer stirbt schon gerne unter Palmen? ist ein zweibändiger Abenteuer- und Liebesroman von Heinz G. Konsalik aus dem Jahr 1972, der sich mit dem dramatischen Schicksal von Schiffbrüchigen auf einer einsamen Insel und ihrer Vorgeschichte beschäftigt. Er besteht aus Band 1: Der Vater und als Fortsetzung Band 2: Der Sohn.

## Inhalt

### Klappentext
„Werner Bäcker, ein nach Auckland ausgewanderter Architekt, startet mit Familie auf seiner neuen Jacht in die Südsee. Ein furchtbarer Orkan bereitet der Traumreise ein jähes Ende. Werner, der einzige Überlebende wird am Strand einer unbewohnten Insel angeschwemmt. Nach einem neuen Sturm, bei dem ein Flugzeug ins Meer stürzt, ist er plötzlich nicht mehr allein. Ein Mann und eine Frau, ein Polizist und eine angebliche Mörderin, retten sich auf seine Insel. Drei Menschen leben auf einer Insel. Sie genügen, um aus dem Paradies die Hölle zu machen.“

## Handlung
Band 1 ist in drei Teile und vier Kapitel gegliedert.

### Band 1: Der Vater
Die Rahmenhandlung setzt im Jahr 1971 auf der Nordseeinsel Norderney ein. Lars Lüders, Strandwärter und Invalide, entdeckt am Strand Flaschenpost. Er übergibt sie der Polizei, die daraus nach anfänglichem Zögern eine Dienstsache macht.
In der Flasche befindet sich ein Hilferuf eines gewissen Werner Bäcker, datiert auf den 29. April 1965. Er schreibt, dass er Schiffbruch erlitten hätte, seine Frau und drei Kinder dabei ertrunken wären und er auf einer unbewohnten Insel in der Südsee gestrandet sei. Lebensmittel und Trinkwasser würden sehr bald zu Ende gehen.
Der Zeitschriftsreporter Fritz Hellersen recherchiert ebenfalls in dieser Sache. Er bekommt heraus, dass es sich bei dem Schreiber um den Architekten Werner Bäcker aus Lübeck handelt. Bäcker war vor Jahren mit Frau und Kindern nach Auckland/Neuseeland ausgewandert, um dort an Bauprojekten im Ausland zu arbeiten. Nach ein paar Jahren mit sehr gutem Verdienst gönnte er sich mit seiner Familie einen mehrmonatigen Urlaub, den sie auf ihrer Segeljacht „Viktoria“ verbringen. Sie starten einen Segeltörn nach Tahiti, von dem sie nicht mehr zurückkommen. Hellersen und der Fotograf Alfred Buddke fliegen nach Ozeanien, um den gesuchten Mann für die Story aufzuspüren.
Am 27. April 1965 gerät Familie Bäcker auf ihrer Jacht auf dem Weg von den Tuamotu-Inseln zu den Marquesas in einen schweren Sturm, der die Jacht zum Kentern bringt. Dabei kommen alle außer Werner ums Leben. Die Frau und die Kinder werden von Haien gefressen. Der kann sich mit einer Beinverletzung auf eine einsame Insel retten. Sein einziger Begleiter ist ein Albatros. Werner will sterben, da er nahezu bewegungsunfähig ist und nicht mehr in der Lage, sich selbst zu helfen. Die Rettungsinsel, die ihn bis hierhin gebracht hat, hat auch zahlreiche Gegenstände mit angeschwemmt. Es ist unter anderen ein Wassertank mit Vorrat für zehn Tage, Lebensmittel in Konserven, Verbandszeug und Werkzeuge.
Bäcker bestimmt seine Position und schreibt den Brief für die Flaschenpost, die er ins Meer wirft. Seine Lage verschlechtert sich. Ein Wolkenbruch rettet ihn vor dem Verdursten. Der zutrauliche Albatros wacht über ihn und verhindert mit seinem Schatten, dass ihn die tropische Sonne zu stark ausdörrt. Nach und nach gelingt es ihm, unter großen Schmerzen sein Bein zu stabilisieren und sich so einzurichten, dass er zumindest die nächsten Tage überleben kann.
Bäcker kann sein gebrochenes Bein mithilfe einer umgebauten Schwimmweste schienen, was ihm größere Mobilität verleiht und er sich endlich auf der Insel im Kriechgang fortbewegen kann. Auf der Suche nach Wasser gelingt es ihm, eine kleine Anhöhe zu erklimmen und sich vom sonnenaufgeheizten Strand zu entfernen. Bei einer seiner Wanderungen wird er von einem großen Schwarm wilder Möwen angegriffen, die ihn für Aas halten. Bäcker kommt dabei fast ums Leben, wird aber im letzten Moment von seinem Albatros gerettet.
Ein Regensturm bringt Treibgut. Bäcker baut sich aus Bambus eine stabilere Beinschiene und kann erstmals wieder aufrecht gehen.
Eines Tages beim Speerfischen beobachtet er ein Wasserflugzeug, wie es an der Insel, die Bäcker mittlerweile „Viktoria-Eiland“ getauft hat, vorbeifliegt. Bäcker gelingt es nicht, sich bemerkbar zu machen. Zeit vergeht und Bäcker verdrängt den enttäuschenden Vorfall. Nach drei Monaten kann er endlich sein verletztes Bein wieder belasten. Dieser Umstand verhilft ihm zu einem zivilisierteren Leben und er kann sich endlich eine Hütte bauen.
Auf einem seiner Jagdausflüge im Meer hat er eine Begegnung mit einem Hai, den er für den „Mörder“ Viktorias hält und ihn schließlich mit einem Speer tötet. Bäcker dehnt seinen Aktionsradius immer weiter aus und erkundet die gesamte Insel. Nur Süßwasser findet er nicht. Seinen Wasserbedarf muss er mit Niederschlagswasser decken. Er verlagert seinen Standort in eine Bucht, wo sich besonders leicht Fische fangen lassen.
Es ist August geworden, als er plötzlich Menschenspuren im Sand findet, die aus dem Wasser führen. Es sind Anne Perkins und Paul Shirley, die mit dem Flugzeug abgestürzt sind. Anne soll ihren Mann Yul aus Habgier umgebracht zu werden. Die besondere Konstellation der drei Menschen, vor allem die Anwesenheit einer attraktiven Frau, die zudem auch noch des Mordes verdächtigt wird, führt zu großen Spannungen. Werner sieht die Insel als seinen „Besitz“ an und die beiden mehr oder weniger als Eindringlinge, die Unruhe und Probleme bringen. Zur Anne fühlt er sich sexuell stark angezogen und überlegt, wie er den kräftigen Shirley aus dem Weg räumen könnte, um die Frau für sich allein zu haben.
Werner hat die Idee, ein Gericht über Anne abzuhalten und erst dann, wenn ihre Schuld erwiesen ist, mit einem Floß die Insel zu verlassen. Alle Beweise und Indizien, die Shirley als „Staatsanwalt“ vorbringt, sprechen gegen Annes Beteuerungen unschuldig zu sein. Werner spricht sie dennoch frei und zieht sich damit Shirleys Feindschaft zu.
Shirley will das Floß bauen, doch Werner verweigert ihm das Werkzeug.
Eines Nachts reißt Shirley die Signalpistole an sich. Damit übernimmt er jetzt das Kommando über Viktoria-Eiland und baut das Floß. Aus Boshaftigkeit erschlägt Shirley den Albatros mit einem Beil, um Werner das Recht des Stärkeren zu demonstrieren. Anne erzählt Werner über ihre qualvolle Ehe mit Yul Perkins und seine grausamen Taten. Dann schläft Anne mit Werner.
Da tauchen Flugzeuge auf. Sie gehören zu einer Flugtaxilinie von den Marquesas- zu den Tuamotu-Inseln, die in ganz bestimmten Abständen fliegen. In diesem Moment kommt es zum Kampf zwischen Werner und Shirley. Werner wird von einem Schuss aus der Signalpistole im Gesicht verletzt und schwer entstellt. An Annes Liebe zu ihm ändert das nichts.
Anstatt ein Floß zu bauen, wird jetzt ein Baumstamm für ein Einbaumboot ausgehöhlt. Anne, die sich häufig ungeniert nackt zeigt, ist schwanger von Werner. Dieser versucht mit Shirley zu verhandeln, so dass Anne, sobald sie wieder in der Zivilisation sind, doch nicht angeklagt wird. Den Dreien wird klar, dass sie am Ende darum kämpfen werden müssen, wer mit dem Einbaum von der Insel darf.
Nach dem übermäßigen Verzehr von Muscheln bekommt Shirley eine Lebensmittelvergiftung. Die beiden müssen ihn retten, da sie ihn noch für den Bootsbau brauchen. Shirley gibt das Versprechen ab, dass Anne und Werner in die Freiheit dürfen und dass er Anne nicht weiter verfolgen werde. Er erklärt allerdings auch, dass Werner sie in Auckland niemals heiraten könne, da sie keine Papiere mehr habe und auf Nuku Hiva weiterhin als Mörderin gesucht werde.
„Inselkönig“ Werner erklärt Shirley kurzerhand zum Standesbeamten, damit er die Trauung vollziehen kann. Anne kann es gar nicht abwarten, endlich Anne Bäcker zu heißen. Die Hochzeit wird schließlich vollzogen.
Wieder kommt ein Flugzeug, doch die Signalpistole ist durch Wasserkontakt unbrauchbar geworden. Wieder einmal zerschlägt sich eine Hoffnung und die Arbeit an dem Einbaum wird fortgesetzt. Während sich das Liebespaar ein einfaches Leben auf der Insel vorstellen kann, haben sie jedoch Mitleid mit Shirley, der unbedingt zurück zu Frau und Kindern will.
Eines Morgens entdeckt Werner erneut menschliche Fußspuren. Dann bemerkt er, dass die Besucher einen Teil ihrer Ausrüstungsgegenstände gestohlen haben. Sie beschließen, die Eingeborenen zu bekämpfen, sollten sie Viktoria-Eiland abermals aufsuchen. Ein toter Eingeborener gibt Rätsel auf. Es ist eine Frau, an der anscheinend ein Fememord verübt wurde. Dann sehen sie die Verkrüppelung – sie ist eine Leprakranke. Viktoria-Eiland ist vermutlich ihre „Toteninsel“.
Die drei werfen die Tote von Felsklippen hinunter ins Meer, damit sie dort von Haien gefressen wird und desinfizieren sich danach mit Salmiakgeist. Außerdem entdecken sie einen Begräbnisplatz und einen Totemgötzen.
Abermals werden sie von einem Flugzeug ignoriert. Shirleys Erklärung ist, dass die Piloten auch Eingeborene sind, die Scheu vor der „Toteninsel“ haben. In gewissen Abständen werden weitere Tote abgelegt.
Am 4. Dezember 1965 ist das Boot fertig.
Der Platz reicht allerdings nach Erreichen einer bestimmten Distanz nicht mehr für drei Personen inklusive Verpflegung aus. Die beiden Männer losen untereinander aus und Werner verliert. Anne darf jedoch nichts davon wissen.
Dann stechen sie in See und werden sofort von hungrigen Haien begleitet, die nur darauf warten, dass einer von ihnen ins Wasser fällt. Sie sind von nun an gewarnt, keine Abfälle über Bord zu werfen oder gar Blut, was Hunderte von ihnen anlocken würde.
Dann folgt eine Periode, wo für zwölf Tage der lebenswichtige Regen ausbleibt. Die starke Sonne dörrt sie aus und das Salzwasser schädigt ihre Haut. Außerdem werden sie von der Strömung in eine andere Richtung getrieben als in die, in der die großen Seeschifffahrtslinien liegen. Damit geht ihre Berechnung der Trinkwasser- und Lebensmittelvorräte nicht auf. Sie haben sehr viel weniger Zeit als vorgesehen. In vier Tagen muss daher eine Person von Bord gehen.
Shirley verliert den Verstand und zerreißt in einem Tobsuchtsanfall die überlebenswichtige Seekarte, die sie zur Navigation benötigen. Die Haie scheinen zu spüren, dass sich die Menschen auf dem Einbaum einer Katastrophe zubewegen und kommen immer näher. Dann springt Shirley in seinem Wahn plötzlich aus dem Boot und wird sofort von den Haien gefressen, die danach abziehen und Werner und Anne in Ruhe lassen.
Das Liebespaar hat mittlerweile nur noch einen Liter Wasser und eine Kokosnuss. Anne ist hochschwanger und sehr schwach. Werner gibt ihr auch von seinem Blut zu trinken. Nach einem Sturm und weiteren Strapazen erreichen sie endlich Land und sind gerettet. Dann stellen sie jedoch fest, dass sie ihre alte Insel wieder erreicht haben.
Wenig später wird ihr Sohn Paul geboren.
1971 sind Hellersen und Buddke schon über einen Monat lang in der Südsee unterwegs auf der Suche des verschollenen Werner Bäcker. Sie waren in Auckland und Tahiti. Sie bekommen heraus, dass die Jacht „Viktoria“ von den Tuamotus die Marquesas niemals erreicht hatte. Da endet ihre Spur und sie wissen beinahe genauso wenig wie noch in Deutschland.
Doch dann bekommen die beiden ein Wasserflugzeug finanziert und können sich auf eigene Faust auf die Suche vor Ort machen, indem sie die einsamen und unbewohnten Atolle absuchen. Dann endlich finden sie Viktoria-Eiland.
Es sind fünf Jahre vergangen. Werner und Anne haben ein Kind bekommen. Sie sind in ihrer Welt glücklich und zufrieden und senden keine Notsignale mehr an die Flugzeuge, die vorüberfliegen.
Eines Tages fragt der kleine Paul nach, warum sie sich immer vor den Flugzeugen verstecken. Sein Vater sagt ihm, dass sie sie von der Insel wegholen wollen. Doch dann kommt ein Flugzeug, das sie direkt ansteuert.
Es sind Hellersen und Buddke, die Bäcker von der Insel holen wollen. Doch dieser weigert sich. Er lügt und behauptet, dass die Frau Viktoria sei. Werner wird klar, dass wenn er die beiden ziehen lässt, weitere folgen werden, die von seinem Schicksal wissen wollen. Seine und vor allem Annes Sicherheit wären in größter Gefahr. Er ist sogar bereit, einen Mord zu begehen, obwohl er weiß, dass in diesem Fall der Pilot des Wasserflugzeuges durchstarten und mit einer Kompanie Soldaten zurückkommen würde, um seine Familie festzunehmen.
Bäcker gibt schließlich nach und lässt die beiden Journalisten ihre Reportage machen.
In Papeete sind sie wieder in der Zivilisation zurück. Werner wird bewusst, wie stark sein Gesicht durch die Brandverletzung entstellt ist. Sie besuchen den Gedenkstein, den Paul Shirleys Witwe Betty hat errichten lassen. Die Behörden bleiben untätig, da sie davon ausgehen, dass sowohl Shirley als auch Anne Perkins im Meer umgekommen sind. Es kommt heraus, dass James Perkins, der Bruder von Annes Ex-Mann Yul, beim Baden durch einen Haiangriff ein Bein verliert. Bevor er stirbt, gesteht er, dass er seinen Bruder umgebracht hat.
Werner und Anne bekommen neue Reisepässe, die sie als Werner und Viktoria Bäcker ausgeben.
Sie fliegen nach Deutschland zurück und leben in Lübeck. Werner lehnt eine plastische Gesichtsoperation ab. Doch dann ist das Heimweh zu stark und die Familie fliegt nach Viktoria-Eiland zurück.

### Band 2: Der Sohn
Band 2 behandelt die Fortsetzung der Geschichte um Werner Bäckers Sohn Paul auf der Toteninsel.

## Hauptfiguren Band 1
- Dipl.-Ing. Werner Bäcker: Architekt
- † Viktoria Bäcker: seine Ehefrau
- Anne Perkins geborene Anna Maria Hartmann: mutmaßliche deutschstämmige Ehegattenmörderin
- Paul Shirley: deutschstämmiger Polizeiinspektor aus Papeete
- Paul Bäcker: Werners und Annes Sohn

- Lars Lüders: Strandwärter und ehemaliger Seemann auf einem Bananendampfer
- Otto Otto: Zeitungsverleger und Redaktionsleiter
- Fritz Hellersen: Reporter des „Globus“
- Alfred Buddke: Zeitungsphotograph und Hellersens Kollege

## Sprachstil
„Sie schaukelte auf der Dünung, tauchte weg, wenn die Wellen, sich überschlagend, an Land rollten, ritt auf den Wellenkämmen und wurde zusammen mit abgerissenem Tang, einem Kistenbrett, einer Coladose, Bananenschalen, zwei angefaulten Äpfeln und drei Blauquallen auf den Sand gespült: eine ganz gewöhnliche, weiße, jetzt von grünbraunen Algen glitschig überzogene Limonadenflasche mit einem Klemmverschluss.“

Wer stirbt schon gerne unter Palmen? ist ein typischer Konsalik vor exotischer Kulisse. Die Sprache gleitet häufig ins Vulgäre ab. Doch angesichts der Verzweiflung des Protagonisten während seiner ersten Tage auf der einsamen Insel erscheint diese Sprachform durchaus angebracht. Eine weitere Szene ist, wie Werner und Shirley gemeinsam Stuhlgang haben und diesen mit derben Späßen über die Bordwand ihres Einbaums ablassen. Die Sprachwahl richtet sich eher auf die Zielgruppe der Erwachsenen, daher ist Wer stirbt schon gerne unter Palmen? kein geeignetes Jugendbuch.
Konsalik greift erneut sehr ähnliche Grundthemen und stereotypische Figurenkonstellationen aus anderen Werken auf. Wer stirbt schon gerne unter Palmen? ähnelt diesbezüglich stark an Die Verdammten der Taiga mit dem gleichen Grundkonflikt unter einer anderen Kulisse. Der bärenstarke Igor Fillipowitsch Putkin aus Die Verdammten der Taiga spielt in etwa die gleiche Rolle wie Paul Shirley, Andreas Herr als Held mit Handicap wie Werner Bäcker und die unvergleichlich schöne Jekaterina Alexandrowna Susskaja mit ihrer unwiderstehlichen erotischen Anziehungskraft wie Anne Perkins.

## Rezensionen
Das Buch handelt von einer völlig ausweglosen Situation eines Gestrandeten auf einer einsamen Insel vor dem Hintergrund einer exotischen Kulisse. Außerdem von Liebe, Sex, Partnerschaft und ist im Stil einer Robinsonade geschrieben.
Der Protagonist hat außer seinem geschundenen Körper alles verloren. Die Geschichte des Werner Bäcker und sein Kampf ums Überleben mit einem gebrochenen Bein werden hautnah und eindrucksvoll wiedergegeben. Es ist die ganze Zeit ein Kampf gegen die wilde Natur und der Menschen untereinander. Die Leidensgeschichte des Werner Bäcker wird stark ausgeschmückt. Der Spannungsbogen ist nicht immer gleichtönig, es gibt ausgedehnte und langatmige Passagen, die streckenweise durchaus langweilig wirken können. Unterbrochen werden diese Passagen jedoch stets wieder durch neue turbulente und spannende Ereignisse, die den Leser mitreißen.
Es beschreibt auch wie der Mensch die unschuldige Natur nachhaltig verändert. Und mit dem Menschen kommt auch Mord und Gewalt. Alkohol und die Doppelmoral der Weißen zerstört die unberührten Zivilisationen.
Es fällt unter anderem das Zitat von Jean-Paul Sartre, Die Hölle ist in uns, bzw. Die Hölle sind die anderen (L’enfer, c’est les autres) aus dem Drama Geschlossene Gesellschaft.
Wer stirbt schon gerne unter Palmen? wirkt als eine Art modernes Märchen und zeigt Konsaliks in Wort und Schrift festgehaltene Sehnsucht nach dem unverdorbenen Menschen.
Das vermeintliche Paradies wird zur Hölle, wenn man gehandicapt ist. Bäcker überwindet seine Behinderung durch den Beinbruch und kann erstmals wieder aufrecht gehen. Damit wird er wieder zum Menschen. Es ist ein Sieg des Lebens.

## Verfilmung
Der Stoff wurde 1974 von Alfred Vohrer unter dem gleichnamigen Titel Wer stirbt schon gerne unter Palmen verfilmt. Der Kinofilm ist nur an den Roman
angelehnt und spielt vor einer anderen Kulisse in Ceylon.

## Textausgaben
- Heinz G. Konsalik: Wer stirbt schon gerne unter Palmen?. Originalausgabe. Hestia Verlag, Bayreuth 1972. ISBN 3-404-14914-9.
- Heinz G. Konsalik: Wer stirbt schon gerne unter Palmen? Lizenzausgabe. Bastei Lübbe Verlag, Bergisch Gladbach 1975. ISBN 3-404-14914-9.

Wer stirbt schon gerne unter Palmen? ist auch als Hörspiel erhältlich: H. G. Francis: Wer stirbt schon gerne unter Palmen? mit Peter Pasetti als Erzähler, Uwe Friedrichsen als Werner Bäcker, Karin Eckhold als Anne Perkins, Gottfried Kramer als Polizist Paul Shirley und Angela Schmid als Viktoria Bäcker.